# Trachelas spinulatus
Trachelas spinulatus is een spinnensoort uit de familie van de Trachelidae.
De wetenschappelijke naam van de soort werd in 1899 gepubliceerd door Frederick Octavius Pickard-Cambridge.